# Grande Prêmio da Bélgica de 1990
Resultados do Grande Prêmio da Bélgica de Fórmula 1 realizado em Spa-Francorchamps em 26 de agosto de 1990. Décima primeira etapa do campeonato, foi vencido pelo brasileiro Ayrton Senna, da McLaren-Honda, com Alain Prost em segundo pela Ferrari e Gerhard Berger em terceiro pela McLaren-Honda.

## Resumo
Senna tinha razão. Largar três vezes na frente para ganhar a mesma corrida era uma novidade na sua biografia.
Ayrton Senna vinha de três vitórias e duas pole position no circuito de Spa-Francorchamps e estava disposto a repetir a façanha.
"Claro que uma vitória será novidade. Eu ainda não ganhei aqui esse ano", disse Senna, brincando com os jornalistas da televisão belga antes dos treinos. Repetiu a pole sem surpresa, mas para marcar a quarta vitória teve que fazer uma tríplice largada. As duas primeira foram anuladas por acidentes. Também na terceira ele se impôs e venceu de ponta a ponta com Alain Prost e Gerhard Berger completando o pódio.

## Classificação da prova
| Pos.    | Nº | Piloto             | Construtor        | Voltas | Tempo/Diferença  | Grid | Pontos |
| ------- | -- | ------------------ | ----------------- | ------ | ---------------- | ---- | ------ |
| 1       | 27 | Ayrton Senna       | McLaren-Honda     | 44     | 1:26:31.997      | 1    | 9      |
| 2       | 1  | Alain Prost        | Ferrari           | 44     | + 3.550          | 3    | 6      |
| 3       | 28 | Gerhard Berger     | McLaren-Honda     | 44     | + 28.462         | 2    | 4      |
| 4       | 19 | Alessandro Nannini | Benetton-Ford     | 44     | + 49.337         | 6    | 3      |
| 5       | 20 | Nelson Piquet      | Benetton-Ford     | 44     | + 1:29.650       | 8    | 2      |
| 6       | 15 | Maurício Gugelmin  | Leyton House-Judd | 44     | + 1:48.851       | 14   | 1      |
| 7       | 16 | Ivan Capelli       | Leyton House-Judd | 43     | + 1 volta        | 12   |        |
| 8       | 4  | Jean Alesi         | Tyrrell-Ford      | 43     | + 1 volta        | 9    |        |
| 9       | 29 | Eric Bernard       | Lola-Lamborghini  | 43     | + 1 volta        | 15   |        |
| 10      | 10 | Alex Caffi         | Arrows-Ford       | 43     | + 1 volta        | 19   |        |
| 11      | 11 | Derek Warwick      | Lotus-Lamborghini | 43     | + 1 volta        | 18   |        |
| 12      | 12 | Martin Donnelly    | Lotus-Lamborghini | 43     | + 1 volta        | 22   |        |
| 13      | 9  | Michele Alboreto   | Arrows-Ford       | 43     | + 1 volta        | 26   |        |
| 14      | 25 | Nicola Larini      | Ligier-Ford       | 42     | + 2 voltas       | 21   |        |
| 15      | 23 | Pierluigi Martini  | Minardi-Ford      | 42     | + 2 voltas       | 16   |        |
| 16      | 14 | Olivier Grouillard | Osella-Ford       | 42     | + 2 voltas       | 23   |        |
| 17      | 8  | Stefano Modena     | Brabham-Judd      | 39     | Motor            | 13   |        |
| Ret     | 7  | David Brabham      | Brabham-Judd      | 36     | Pane elétrica    | 24   |        |
| Ret     | 22 | Andrea de Cesaris  | Dallara-Ford      | 27     | Motor            | 20   |        |
| Ret     | 5  | Thierry Boutsen    | Williams-Renault  | 21     | Transmissão      | 4    |        |
| Ret     | 2  | Nigel Mansell      | Ferrari           | 19     | Handling         | 5    |        |
| Ret     | 6  | Riccardo Patrese   | Williams-Renault  | 18     | Câmbio           | 7    |        |
| Ret     | 21 | Emanuele Pirro     | Dallara-Ford      | 5      | Vazamento d’água | 17   |        |
| Ret     | 3  | Satoru Nakajima    | Tyrrell-Ford      | 4      | Motor            | 10   |        |
| Ret     | 30 | Aguri Suzuki       | Lola-Lamborghini  | 0      | Acidente         | 11   |        |
| Ret     | 24 | Paolo Barilla      | Minardi-Ford      | 0      | Acidente         | 25   |        |
| DNQ     | 26 | Philippe Alliot    | Ligier-Ford       |        |                  |      |        |
| DNQ     | 17 | Gabriele Tarquini  | AGS-Ford          |        |                  |      |        |
| DNQ     | 18 | Yannick Dalmas     | AGS-Ford          |        |                  |      |        |
| DNQ     | 31 | Bertrand Gachot    | Coloni-Ford       |        |                  |      |        |
| DNPQ    | 33 | Roberto Moreno     | EuroBrun-Judd     |        |                  |      |        |
| DNPQ    | 34 | Claudio Langes     | EuroBrun-Judd     |        |                  |      |        |
| DNPQ    | 39 | Bruno Giacomelli   | Life              |        |                  |      |        |
| Fontes: |    |                    |                   |        |                  |      |        |

## Tabela do campeonato após a corrida
| Pos.    | Piloto          | Pontos |
| ------- | --------------- | ------ |
| 1       | Ayrton Senna    | 63     |
| 2       | Alain Prost     | 50     |
| 3       | Gerhard Berger  | 33     |
| 4       | Thierry Boutsen | 27     |
| 5       | Nelson Piquet   | 24     |
| Fontes: |                 |        |

| Pos.    | Construtor       | Pontos |
| ------- | ---------------- | ------ |
| 1       | McLaren-Honda    | 96     |
| 2       | Ferrari          | 63     |
| 3       | Williams-Renault | 42     |
| 4       | Benetton-Ford    | 40     |
| 5       | Tyrrell-Ford     | 14     |
| Fontes: |                  |        |

- Nota: Somente as primeiras cinco posições estão listadas. Entre 1981 e 1990 cada piloto podia computar onze resultados válidos por temporada não havendo descartes no mundial de construtores.